# Chiesa di San Vittore (Corbetta)
(Iscrizione sull'architrave del pronao)

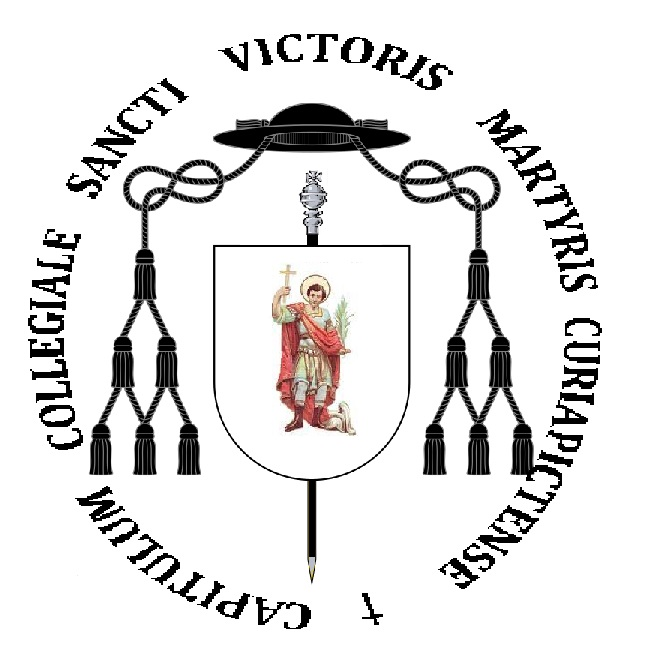
Stemma della parrocchia collegiata

La chiesa parrocchiale collegiata prepositurale di San Vittore Martire è un luogo di culto ubicato a Corbetta, in città metropolitana ed arcidiocesi di Milano; fa parte del decanato di Magenta.

## Storia
Il primo nucleo del tempio nacque attorno al III secolo, secondo la leggenda, ad opera di san Mona che diede ordine di edificare una chiesa in loco sopra una precedente ara pagana. Dopo numerosi ampliamenti la chiesa venne completamente ristrutturata in epoca longobarda, acquisendo le forme romaniche nel 1037 quando venne completata con l'aggiunta di una cripta dedicata a san Materno. Con il passare dei secoli la chiesa si deteriorò notevolmente al punto che nel 1535 il tetto crollò distruggendo l'altare maggiore, consentendo però il ritrovamento di alcune reliquie donate al capitolo da Arnolfo di Donnino nel XIII secolo. La notizia si deve allo storico Giorgio Giulini che cita quale fonte Bonaventura Castiglioni:
(Bonaventura Castiglioni)

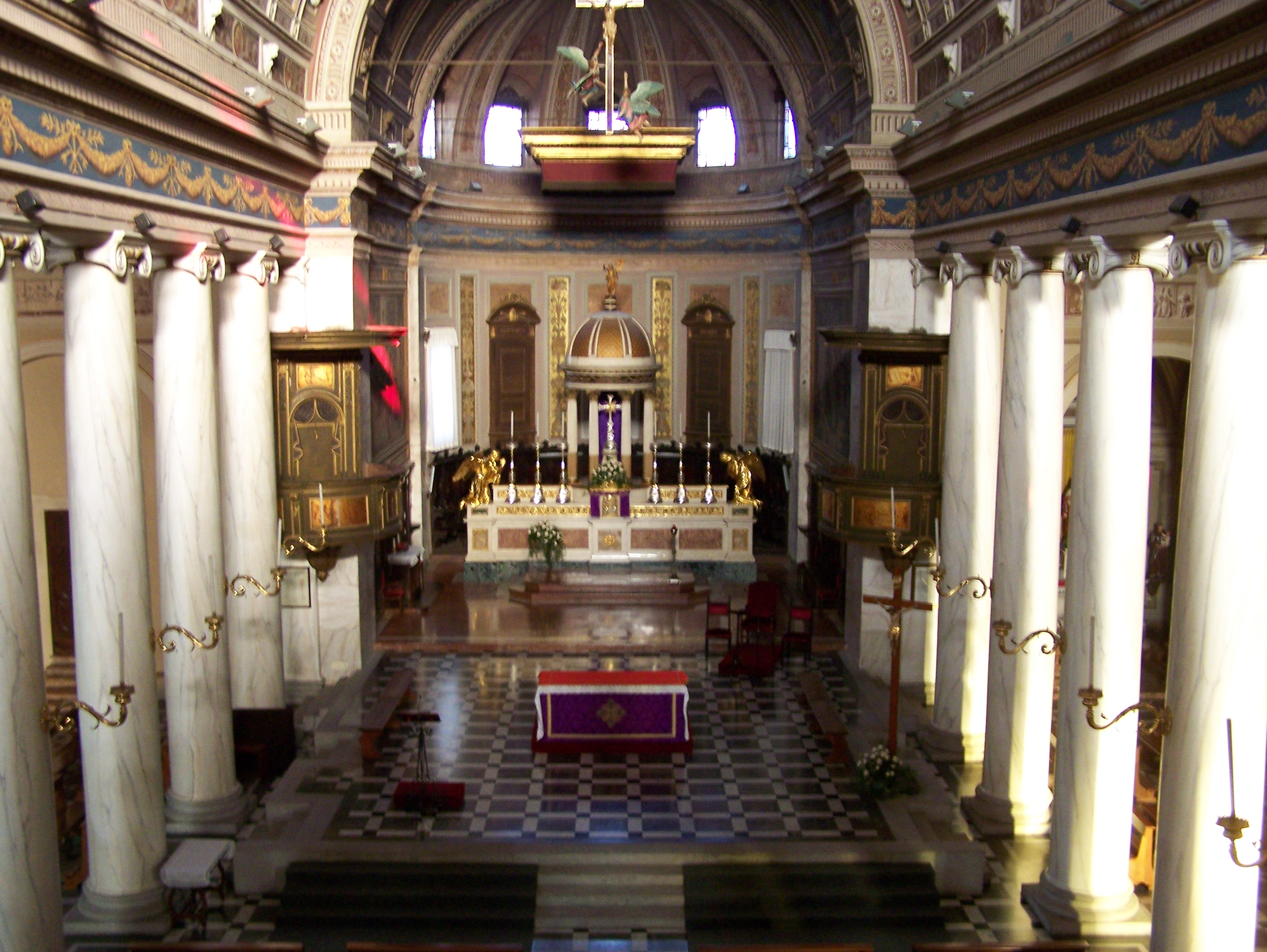
Chiesa di San Vittore Martire - interno. Si noti la superficie dell'altare sopralzato nel rispetto della cripta sottostante.

Nel 1570 San Carlo Borromeo amministrò la cresima sul piazzale, incoraggiando nuovi lavori di restauro che si compirono tra il 1588 ed il 1592, mentre il nuovo campanile, adattato sul basamento di una vecchia torre medioevale, venne completato nel 1612 e di nuovo innalzato tra il 1697 ed il 1699. La chiesa venne completamente ristrutturata nel 1725 ed in quell'occasione andarono distrutti alcuni affreschi provenienti dal preesistente luogo di culto. Nel 1727 si costruì l'attuale sacrestia, ornata di stucchi e dipinti ad affresco. Nel 1750 la chiesa cadde definitivamente in rovina e se ne decise l'ampliamento grazie ad un progetto dell'architetto Pietro Taglioretti che poté concretizzarsi solo nel 1792. Dopo che il governo rivoluzionario ne ebbe soppresso il capitolo, i lavori per la costruzione dell'edificio ripresero nel 1806 e terminarono nel 1809, mentre tra il 1845 ed il 1848 venne costruita la facciata ad opera dell'architetto Luigi Cerasoli.

### La dedicazione della chiesa
Nell'ottobre del 1891 la canonica venne ufficialmente consacrata ad opera di Paolo Angelo Ballerini, Patriarca di Alessandria d'Egitto. I lavori ripresero nel 1898 quando si alzò a 81 metri il campanile, che crollò il 2 giugno 1902 (ironia della sorte pochi giorni dopo sarebbe crollato anche il campanile della chiesa di San Marco a Venezia). Nel 1908 il campanile venne ricostruito a 71 metri. Nel 1921 vennero eseguiti degli affreschi ai lati del presbitero raffiguranti la "Decollazione di San Vittore" e il "Ritrovamento del corpo di San Vittore ad opera di San Materno" eseguiti ad opera del pittore Romeo Rivetta, di concerto con il grande affresco della cupola presbiteriale che rappresenta la "Gloria di San Vittore". Durante i lavori di rifacimento della pavimentazione nel 1971 furono ritrovati, sotto l'altare maggiore, i resti delle precedenti costruzioni ed un cimitero pagano.

## L'architettura

### Esterno
Esternamente la chiesa prepositurale di San Vittore si presenta di chiara ispirazione neoclassica, come venne concepita dall'architetto Cerasoli tra il 1845 ed il 1846.
La chiesa è rivestita parzialmente da lastre di granito di Montorfano alternate nella parte alta a intonaco lavorato a finto bugnato.
La facciata è contraddistinta da un pronao a colonne che ingloba i tre ingressi, sovrastato da un timpano decorato negli anni '50 del XX secolo con un mosaico raffigurante San Vittore.

### Interno

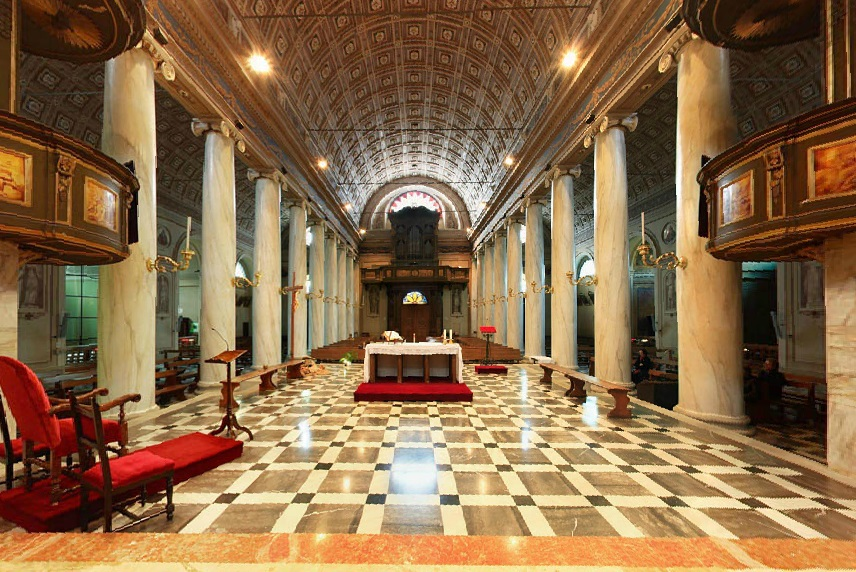
L'infilata prospettica del colonnato ad impianto basilicale, visto dall'altare maggiore

La chiesa dispone internamente di un impianto basilicale progettato dall'architetto Taglioretti con l'intento di riprendere la figura geometrica del quadrato, proponendola come l'"unità" che detta lo sviluppo stesso dell'edificio sacro di cui gli interclumni e le colonne sono sottomultipli ideali.
Lo spazio è ripartito in tre navate con sedici colonne (otto per parte) e quattro lesene (due per parte) a dividere gli spazi, mentre il soffitto a botte è decorato con una ricca struttura di rosoni in stucco e pittura.
Alle pareti si trovano grandi rosoni rappresentanti i dodici apostoli, mentre appena sotto la volta si trovano dei tondi più piccoli con le immagini dei profeti. Sempre sulle pareti si notano delle immagini in chiaroscuro raffiguranti su un lato San Felice e sull'altro san Nabore (tradizionalmente associati al culto di San Vittore come soldati romani cristiani), affiancati dalla raffigurazione delle quattro virtù cardinali (prudenza, giustizia, fortezza e temperanza), realizzati nell'Ottocento dal pittore arlunese Rodolfo Gambini, così come le due figure in chiaroscuro dipinte sotto la cantoria dell'organo nei pressi dell'ingresso principale: San Carlo Borromeo e Sant'Ambrogio, patroni della chiesa milanese.

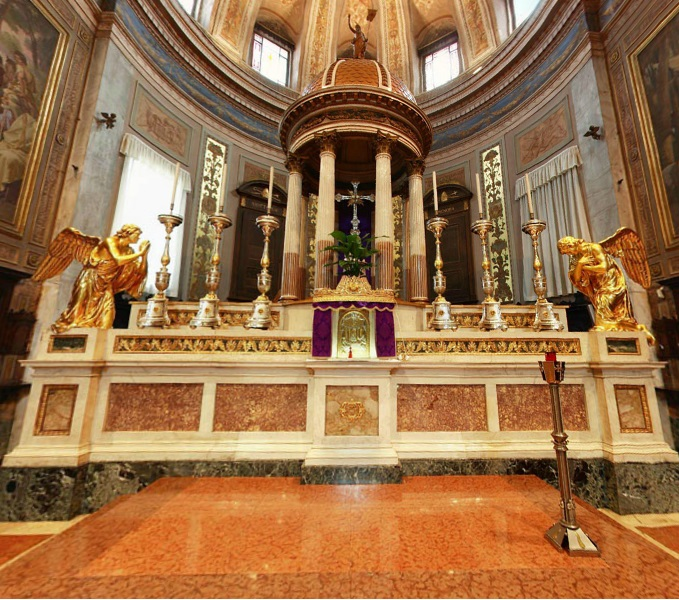
L'altare maggiore progettato da Leopoldo Pollack.

Il presbiterio è contraddistinto dall'altare maggiore progettato e realizzato da Leopoldo Pollack originariamente per la Chiesa milanese del Santo Sepolcro dalla quale venne in seguito rifiutato e fu quindi acquistato dalla collegiata corbettese nel 1809. Esso è del tipo a fondale, costituito da un semplice blocco orizzontale a tre ordini, poggiato su uno zoccolo di marmo verde, oltre a numerosi altri intarsi di marmi policromi (Broccatello rosso di Verona, Breccia apuana, verde delle Alpi, botticino). L'ultimo ordine è leggermente rientrato ai lati per permettere di accogliere due angeli oranti, intagliati e dorati. Sopra il tabernacolo si staglia un tempietto di otto colonne con cupola ad elementi bianco ed oro, sovrastata dalla figura a statua del Cristo risorto.
Ai fianchi dell'altare, su due grandi pareti, si trovano due opere celebrative del santo dedicatario della chiesa ("Il martirio di San Vittore" ed il "Rinvenimento del corpo di San Vittore") realizzate dal pittore Romeo Rivetta, realizzate negli anni '20 del Novecento. Sulla cupoletta del presbiterio, si trova la raffigurazione della Fede, della Speranza, della Carità e dell'eucaristia e di una "Gloria di San Vittore" di Rodolfo Gambini di fine Ottocento.

## Le cappelle

### Battistero
Nella navata sinistra, già dall'inizio del XVIII secolo, viene indicata una cappella esterna destinata alla funzione di battistero. L'attuale costruzione, realizzata ad inizio ottocento e di chiaro stile neoclassico, si presenta invece come un ottagono leggermente distaccato rispetto alla struttura della chiesa. Internamente esso è contraddistinto da pareti bianche interrotte da lesene di colonne color porpora che sostengono una cupola ottagonale ripartita con cassettoni a fiori. Simbolicamente il battistero è ribassato di alcuni gradini rispetto al piano della strada e della chiesa stessa perché il rito del battesimo cristiano simboleggia con l'immersione (e quindi l'abbassamento) la morte del peccato. Il fonte, realizzato in marmo, è posto al centro, sovrastato da una struttura lignea di chiusura. In questo battistero venne battezzato nel 1873 il venerabile mons. Luigi Maria Olivares, futuro vescovo di Sutri e Nepi; nell'ottobre del 2018 vi è stata posta una targa a ricordo dell'evento.

### Cappella della Beata Vergine del Santo Rosario
Contraddistinta da un prezioso altare marmoreo (in Bianco di Carrara con intarsi in Verde delle Alpi e Bardiglietto), sovrastato da due colonne a sezione circolare in marmo nero di Varenna e dalla statua settecentesca della Madonna del Rosario, la cappella in questione venne decorata molto successivamente rispetto alla sua realizzazione, grazie al contributo dell'antica Confraternita del Santo Rosario cittadina che ripone in questo altare la propria sede spirituale.
La semplicità della decorazione parietale (risalente alla metà del Novecento), è invece interrotta dalla copiosa ma elegante affrescatura del soffitto che, rispettando i quattro costoloni del progetto murario, riporta al centro il monogramma di Maria Vergine, affiancato da quattro piante sacre alla Madonna (giglio, ulivo, rosa, cedro del Libano) con frasi latine allegoriche riprese dai salmi. Nelle lunette dell'arco d'ingresso si trovano due personificazioni in chiaroscuro della giustizia e della tenerezza oltre a tre angeli che sostengono l'incipit del "Magnificat".

### Cappella di Sant'Anna

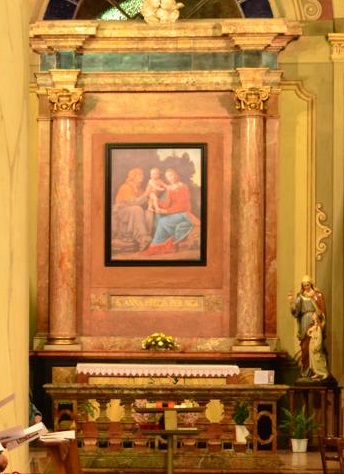
Vista dell'altare della cappella di Sant'Anna

Decorata nel medesimo periodo (1956) e con uno stile molto simile a quello della cappella della Madonna del Rosario, la cappella di Sant'Anna conserva nell'altare marmoreo di Macchiavecchia d'Oltralpe con specchiature in Breccia che la contraddistingue una pala d'altare raffigurante "Sant'Anna, la Madonna e Gesù Bambino" di anonimo, opera inventariata già nel 1843, d'ispirazione leonardesca.
Nelle due lunette laterali all'arco d'ingresso, a sanguigna sono realizzati due dipinti in chiaroscuro raffiguranti "L'apparizione dell'angelo a Zaccaria, sacerdote nel tempio" e la "Presentazione di Maria al tempio da parte di Anna, sua madre".

### Cappella del Sacro Cuore
Situata di fianco al presbiterio, la cappella del Sacro Cuore è frutto di una dedicazione moderna dal momento che in precedenza e per secoli essa è stata dedicata a San Giovanni Battista (come appunto si desumeva dal dipinto "La decollazione di San Giovanni Battista" ad opera di Francesco Mensi del 1843, oggi conservato presso la canonica). Il soffitto a crociera, riprende il colore bianco dell'altare in bianco di Carrara contraddistinto da un basamento e da una mensa a sarcofago.

### Cappella di San Giuseppe
Di forme semplici, la cappella è stata parzialmente ricostruita dopo il crollo del campanile della collegiata nel 1902, ed ha mantenuto una decorazione sobria ed essenziale, riconducibile unicamente alla volta a crociera evidenziata. L'altare, in legno dipinto, accoglie in una nicchia superiore la statua di San Giuseppe, non d'autore con l'indicazione latina "Ite ad Joseph!".

### Cappella del Crocifisso (cappella iemale)
La cappella del Crocifisso è attualmente la più grande tra quelle presenti all'interno della chiesa parrocchiale di Corbetta dal momento che ingloba quelle che in precedenza erano due distinte cappelle di ridotte dimensioni. Essa venne realizzata nella forma attuale nel 1955 per beneficenza dei coniugi Cesarina e Mario Sala in occasione delle loro nozze d'argento ed in memoria, come cita la scritta dedicatoria, dei caduti delle guerre mondiali ("Sub crucis umbra requiescant pro patria mortui").
La volta è a crociera e presenta un altare ricco di marmi, improntato sul verde antico nella struttura generale con specchiature di cipollino a sorreggere un grande crocifisso ligneo dipinto a tinte cupe. Nelle unghie della volta si trovano quattro angeli con gli strumenti della Passione.
La cappella laterale, per anni in disuso ed adibita a ripostiglio, è stata recuperata nel 1998 ed unita a quella originaria del Crocifisso per dare origine a quella che oggi è nota come cappella iemale, dove avvengono le celebrazioni più raccolte e dove viene celebrata la santa messa nei giorni feriali durante i mesi invernali. Nella cappella laterale si trova infatti un altare di marmo con tabernacolo, una nicchia contenente una statua della Madonna di Lourdes ed è ancora conservato l'originario soffitto a volta crociata con decorazioni ottocentesche. Essa è tradizionalmente sede della Confraternita cittadina del Santissimo Sacramento.

### Organo a canne

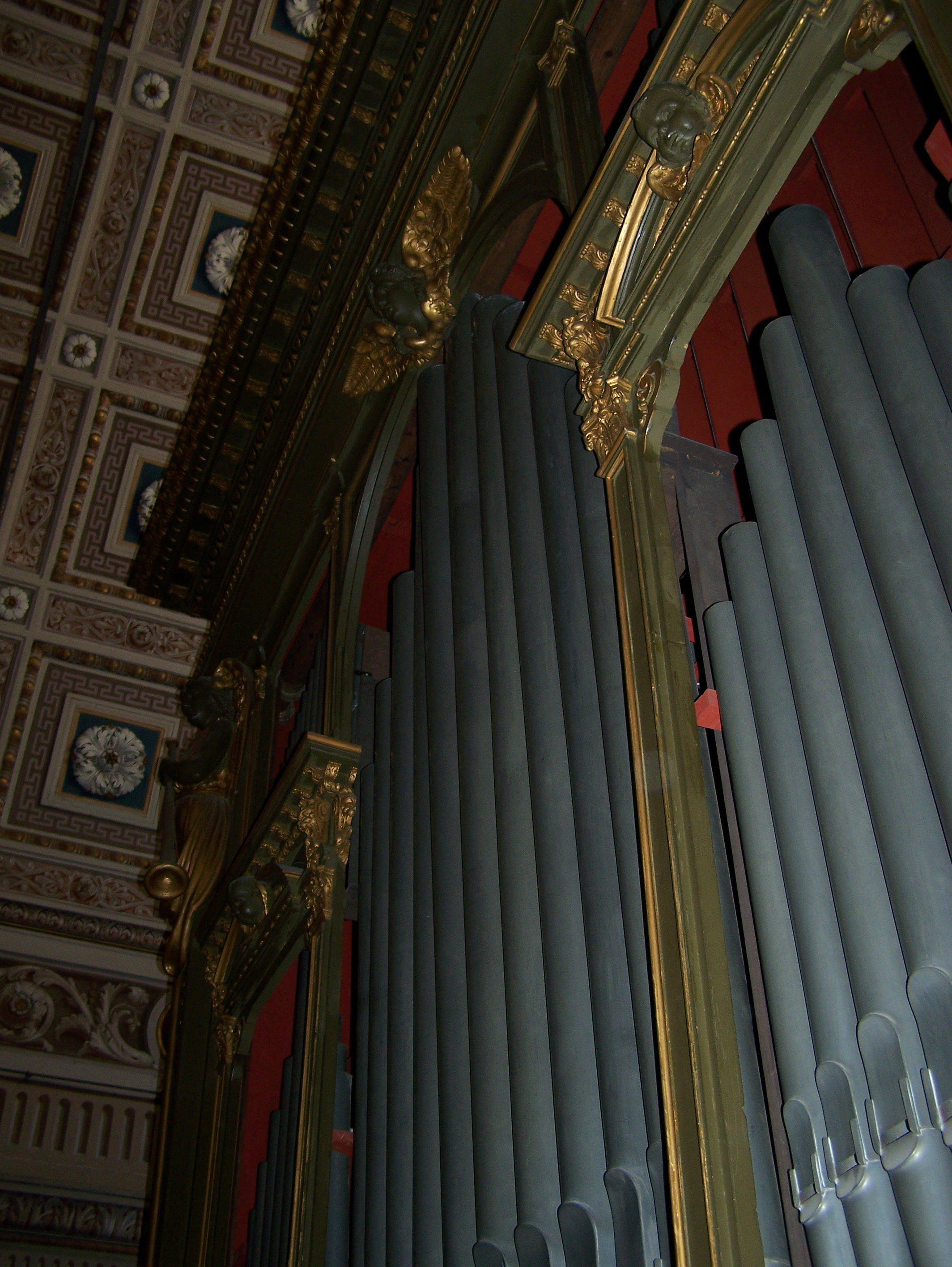
L'organo Edoardo Rossi (1921)

Al 22 luglio del 1590 risale la notizia di un primo organo presente nella Collegiata, strumento che viene poi restaurato molte volte nei secoli XVII e XVIII dai fratelli Prestinari di Corbetta (imparentati con i ben più famosi organari della vicina Magenta), sin quando non viene definitivamente sostituito con l'inaugurazione della nuova chiesa sul finire del XIX secolo.
Tra il 1907 ed il 1910 infatti il Capitolo della Collegiata acquista un organo costruito dal Bernasconi (1895) dopo una disdetta del Santuario di Rho, smantellando il precedente strumento considerato obsoleto e rovinato. Lo strumento viene completamente restaurato, modificato ed ampliato nel 1921 dalla ditta milanese "Edoardo Rossi", la quale apportò anche le fondamentali modifiche che ancora oggi si possono ammirare sullo strumento e che hanno consentito una meccanizzazione della trasmissione pneumatica attraverso l'utilizzo di mantici a turbina elettrica. L'organo è stato infine restaurato nuovamente nel 1975 ed ha ripreso un regolare funzionamento liturgico dal 2008.
L'organo è a trasmissione pneumatica e dispone di 22 registri. La sua consolle è a finestra ed ha due tastiere e pedaliera.

## Il Capitolo della Prepositurale
Per tradizione, la chiesa di Corbetta, come molte altre parrocchie prepositurali d'Italia, raccoglie un proprio capitolo di canonici, sacerdoti non solo appartenenti fisicamente all'area pastorale del comune, ma anche provenienti dalla pieve. I membri del capitolo prepositurale di Corbetta godono, in base ad un decreto della Curia Romana del 1742, il diritto di portare i distintivi corali della canonica, ovvero al Prevosto è riservata una cappa violacea con l'ormesino di cremisi, mentre ai canonici è riservata l'almuzia. Il capitolo dipende direttamente dal Decanato di Magenta.

## Il campanile e le campane

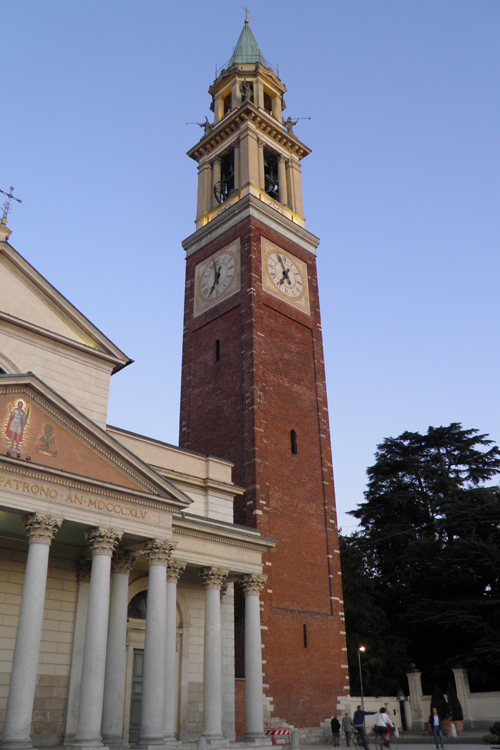
Il campanile di Corbetta in una fotografia del 2012

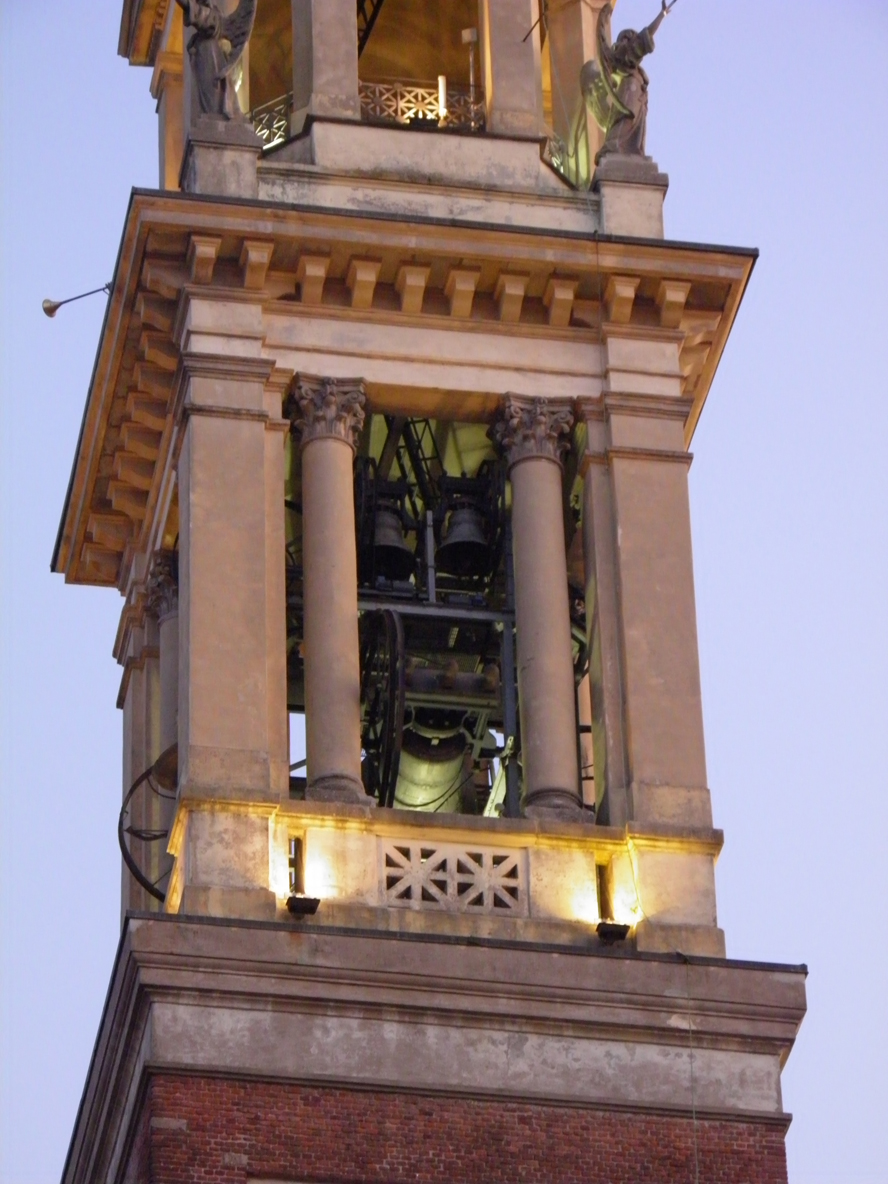
La cella campanaria della collegiata corbettese col concerto delle sue 5 campane maggiori

Il precedente campanile,prima dell'innalzamento, era alto 42 metri, possedeva un concerto di cinque campane. Quando nel 1891 venne inaugurata la nuova collegiata, si decise di sopraelevare il campanile, per dare un segno di vanto all'antica pieve. Questa sopraelevazione del campanile fece diventare la torre alta ben 82 metri (40 più di prima). Nella notte tra il 1 e il 2 giugno 1902 il campanile rovinò su sé stesso e le cinque campane andarono completamente distrutte.
(Carlo Dossi, Note azzurre, nota 5755)
La popolazione di Corbetta volle ricostruire la torre, che questa volta raggiunge i 71 metri d'altezza, e venne inaugurata nel 1908. Venne fuso anche un nuovo concerto di otto campane più la settima minore, una in più di Rosate. La fusione avvenne ad opera della fonderia Barigozzi di Milano. Nel 1943, a causa della requisizione bellica della seconda guerra mondiale, le tre campane maggiori vennero asportate dal campanile. Ma la tenacia del prevosto riuscì a far in modo che le tre campane venissero recuperate e ricollocate al loro posto. Ma la campana maggiore durante le operazioni di abbassamento dalla torre si fessurò e dovette essere rifusa, fusione che avvenne sempre ad opera della fonderia dei fratelli Barigozzi di Milano nel 1946. Nel 1960 anche la campana in Fa3 dovette essere rifusa a seguito di un'incrinatura. Nel 1980 si crepò nuovamente la campana maggiore, che venne rifusa cinque anni dopo da Gian Luigi Barigozzi di Milano.
Il campanile possiede un concerto di 8 campane in Sib2 Maggiore, più la settima minore (Lab3) per eseguire il concerto con le 5 in Mib3; le campane sono montate a sistema ambrosiano ed hanno un peso complessivo di 8491,6 kg. La settima minore è utilizzata per annunciare le nuove nascite in paese.
| Campana    | Nota nominale | Dedicazione                                    | Fonditore e anno di fusione            | Diametro  |
| ---------- | ------------- | ---------------------------------------------- | -------------------------------------- | --------- |
| I          | Sib3          | Angelo Custode                                 | Fratelli Barigozzi nel 1908            | 784,5 mm  |
| II         | La3           | San Luigi Gonzaga                              | Fratelli Barigozzi nel 1908            | 843 mm    |
| VII minore | Lab3          | Santi Clemente e Sebastiano                    | Fratelli Barigozzi nel 1908            | 878,5 mm  |
| III        | Sol3          | Sant'Anna                                      | Fratelli Barigozzi nel 1908            | 944 mm    |
| IV         | Fa3           | San Giuseppe e ai caduti                       | Fratelli Barigozzi nel 1960 (rifusa)   | 1060 mm   |
| V          | Mib3          | Santi Vittore, Nabore e Felice                 | Fratelli Barigozzi nel 1908            | 1180,5 mm |
| VI         | Re3           | Santi Giovanni Battista, Carlo e Ambrogio      | Fratelli Barigozzi nel 1908            | 1265 mm   |
| VII        | Do3           | Madonna del Rosario e San Giovanni Evangelista | Fratelli Barigozzi nel 1908            | 1427 mm   |
| VIII       | Sib2          | Trinità                                        | Gian Luigi Barigozzi nel 1985 (rifusa) | 1619 mm   |